# Éolide
Pour les articles homonymes, voir  Éolide.
L’Éolide (ou Éolie) (en grec ancien Αἰολίς / Aiolís) est le nom donné dans l'Antiquité à la côte nord-ouest de l'Asie Mineure, entre la Troade et le fleuve Hermos sur le golfe de Smyrne. 

## Histoire
C'est là que vers le XIe siècle av. J.-C. s'établissent les Éoliens venus de Béotie et de Thessalie. Cette région et la Troade faisaient partie de la Mysie. Les anciennes cités éoliennes étaient comprises entre l'Hermos (Gediz) et le Caïcus et portaient les noms de Cisthène, Coryphantis, Héraclée, Attea. 
Hérodote vante la fertilité de l'Éolide. Il énumère douze cités de l'ancienne confédération : Cymé ou Cumes, dite Phriconis, Lerissa, Néontichos, Temnos, Cilla, Notium, Egirossa, Pitane, Egoeoe, Myrina, Grynium et Smyrne (tombée au pouvoir des Ioniens). Le centre de la civilisation éolienne est l'île de Lesbos (cités de Méthymne et Mytilène). Plusieurs des villes de l'Éolide, dont Cymé, ont frappé monnaie. Durant l'époque hellénistique, la cité la plus puissante est Pergame dirigée par la dynastie attalide.

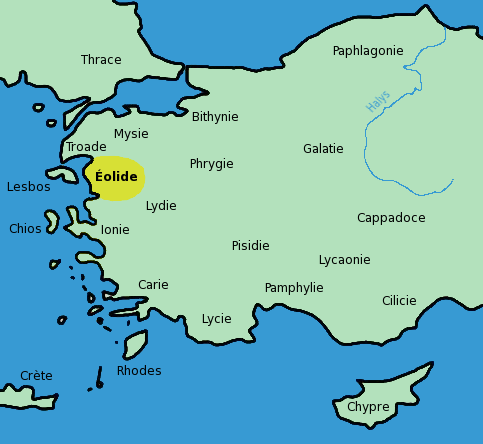
Position de l'Éolide en Asie mineure
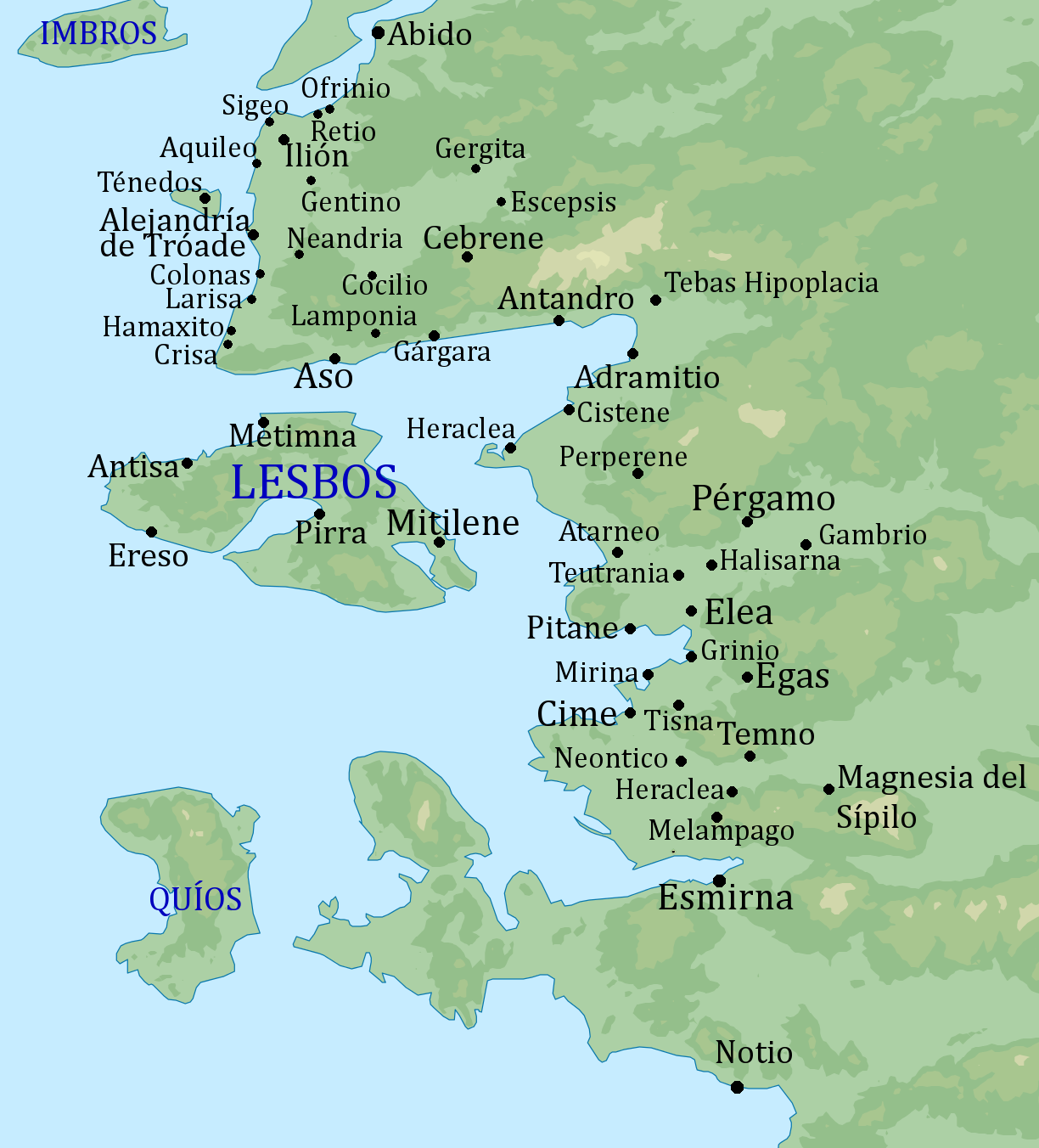
Carte topographique de l'Éolide
Colonisation grecque

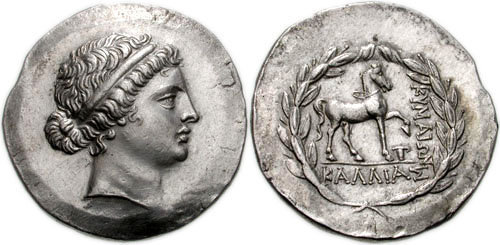
Tétradrachme de Cymé
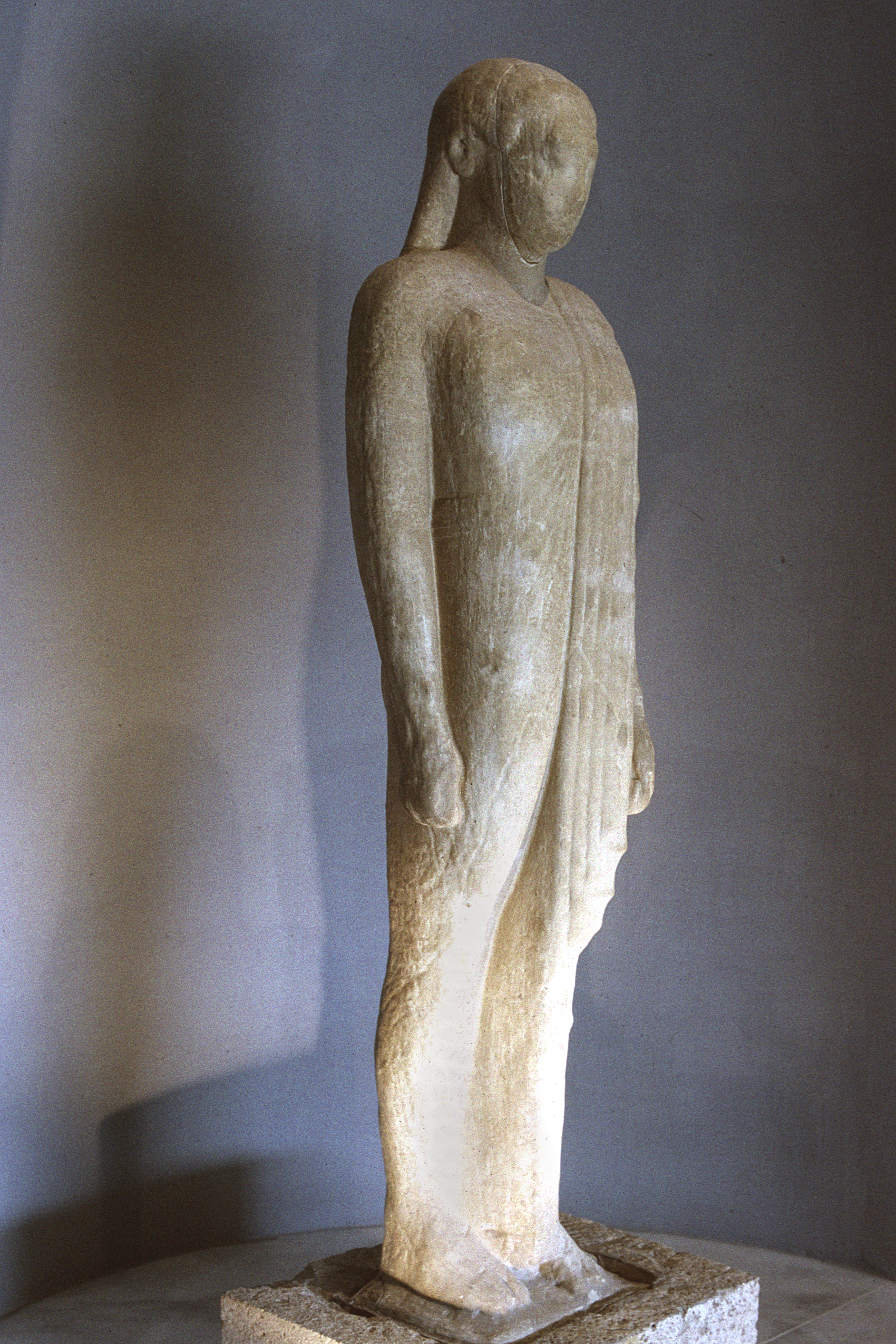
Kouros de Pitane
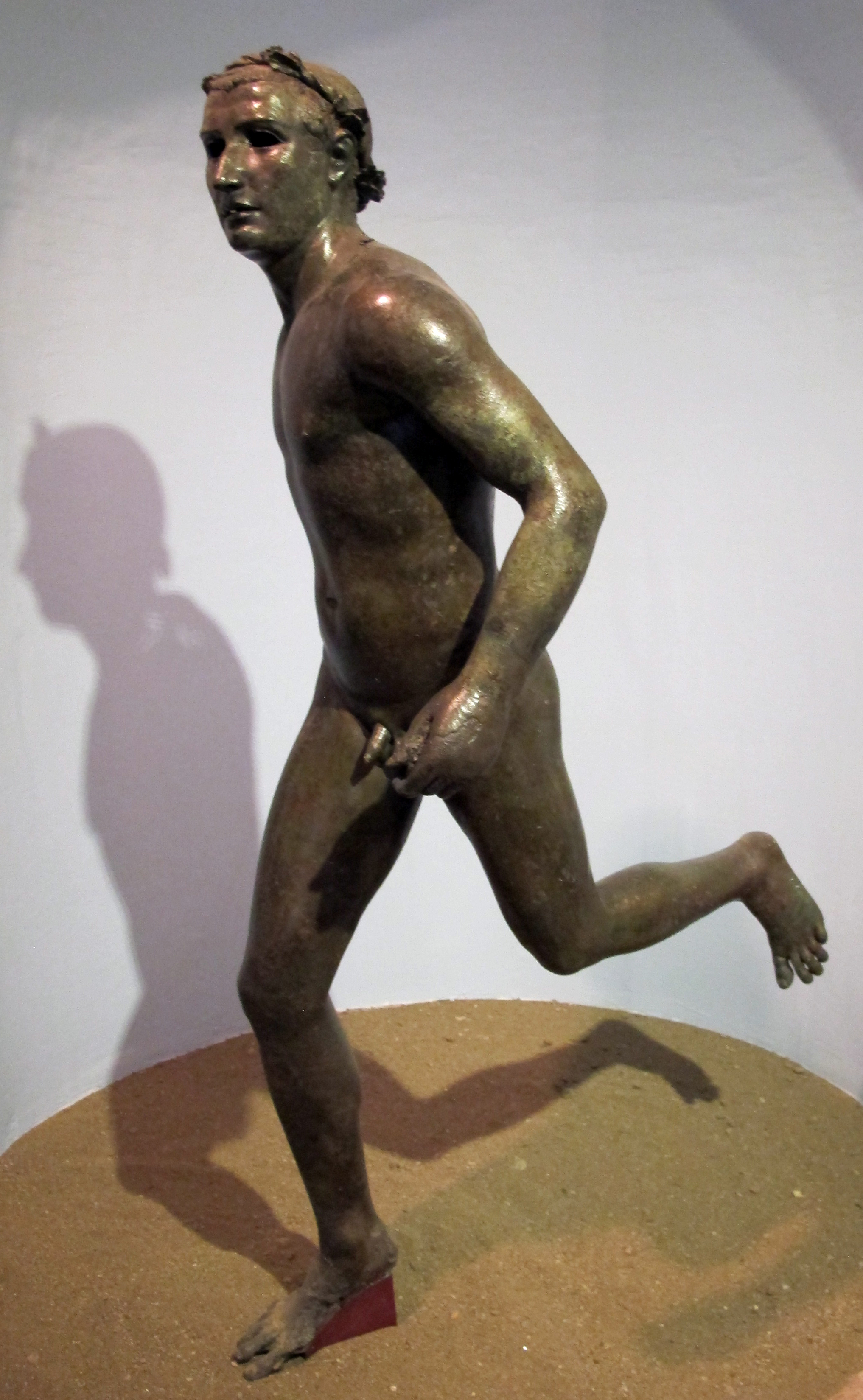
Coureur, bronze héllénistique